# Голокост в Одесі

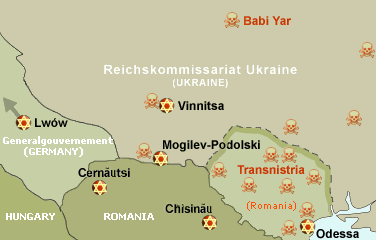
Великі місця вбивства євреїв під час Голокосту на західних територіях України та Молдови. Гетто позначені зіркою, черепами позначені місця масових вбивств

46°27′58″ пн. ш. 30°43′59″ сх. д. / 46.466° пн. ш. 30.733° сх. д.
Голокост в Одесі — масові вбивства єврейського та циганського населення Одеси й Одеської області та міст Придністров'я восени 1941 та взимку 1942 року під керівництвом військовиків Третього Рейху, диктатора Румунського королівства Іона Антонеску, віцепрезидента ради Румунського королівства, губернатора Трансністрії Георге Алексяну та генерала Ніколае Макічі.
За даними перепису населення 1926 року в Одесі проживало близько 133 000 тисяч євреїв. Залежно від контексту термін «вбивства євреїв Одеси» (англ. Odessa massacre) може стосуватися подій 17—25 жовтня 1941 року, коли було розстріляно або спалено живцем 25—34 тисяч одеського населення, або до винищення під час румунської та німецької окупації понад 100 000 українських євреїв, що проживали між Дністром і Південним Бугом.

## Передмова
До початку Німецько-радянської війни в Одесі проживала значна єврейська меншина, яка становила 180 000 осіб (29,8 % населення). До моменту взяття міста румунськими військами в ньому залишалося до 250 тисяч жителів, з них від 80 до 90 тисяч євреїв: інші були покликані в Червону армію, втекли або були евакуйовані вглиб СРСР.
За планами гітлерівської коаліції на території Одеської області під контролем румунської влади повинна була бути утворена адміністративно-територіальна одиниця губернаторство Трансністрія. Румунське королівство, бувши союзником Третього Рейху, розробила та проводила свій власний план з ліквідації євреїв та циган. У міру захоплення нових територій і встановлення в них румунської влади, остання ухвалила рішення, що саме на території Трансністрії, як найвіддаленішій від центру, будуть проведені операції зі знищення всіх євреїв, що опинилися на територіях, контрольованих Румунією. У облаштовані концтабори почали зганяти в'язнів з власне Трансністрії, а також з Буковини та Бессарабії. На початок масового знищення єврейське населення регіону було зосереджено румунами в Одесі чи концентраційних таборах, влаштованими у сільській місцевості.

## Початок
16 жовтня 1941 після двомісячної оборони місто було залишено Червоною армією і зайнято румунськими та німецькими військами. Перші розстріли мирних жителів почалися безпосередньо після захоплення міста. З 17 жовтня в район артилерійських складів на Люстдорфській дорозі почали прибувати партії військовополонених, які потрапили в полон вже після заняття міста румунами через те, що вони не змогли з різних причин евакуюватися з частинами Червоної армії (близько 3 тисяч осіб). 19 жовтня було оголошено про початок «реєстрації чоловічого населення» та до військовополонених почали додаватися мирні жителі (близько 10 тисяч осіб), які при реєстрації або перших облавах на вулицях міста здалися окупантам підозрілими (євреї, без документів, бійці Червоної армії і флоту, радянські працівники тощо) і викритих комуністів (близько 1 тисячі осіб). Усіх їх замкнули в дев'яти порожніх порохових складах і протягом декількох днів, починаючи з 19 жовтня, розстріляли.:151 Деякі склади були облиті бензином і в'язні в них були спалені живцем.

## 22—24 жовтня
25 жовтня 1941.
Військове Командування міста Одеси доводить до відома населення Одеси та її околиць, що після терористичного акту, скоєного проти Військового Командування 22 жовтня, в день 23 жовтня 1941 були розстріляні: за кожного офіцера цивільного чиновника німця або румуна по 200 більшовиків, а за кожного солдата німця або румуна по 100 більшовиків.
Взяті заручники, які, в разі повторення подібних актів, будуть розстріляні спільно з їх сім'ями.
Міста Одеси генерал Генерару

Начальник військової поліції

### Теракт
22 жовтня 1941 року, в будівлі НКВС на вулиці Енгельса (нині Маразліївська, в якому розташувалися румунська військова комендатура та штаб румунської 10-ї піхотної дивізії, стався вибух радіокерованої міни, закладеної туди саперами Червоної армії ще до здачі міста радянськими військами. У результаті потужного вибуху будівля частково обвалилася. Під уламками загинуло 67 людей, у тому числі 16 офіцерів, серед яких був румунський комендант міста генерал Іон Глогожану. Відповідальність за вибух була покладена на євреїв і комуністів.

### Страта
У відповідь на вибух комендатури румунського війська до Одеси приїхала німецька «Айнзатцгрупа», 23 жовтня були проведені акції зі знищення від 5 тис. до 10 тис.:151 заручників, багато з яких були євреями. По всій вулиці Енгельса окупанти вривалися у квартири одеситів та всіх знайдених жителів розстрілювали або вішали без винятків. Проводилися облави на вулицях та ринках міста, в передмістях; людей, що нічого ще не знали про теракт розстрілювали прямо на місці облав біля стін будинків або огорож. На Великому Фонтані було спіймано і розстріляно близько ста чоловіків, на Слобідці у районі ринку повішено близько двохсот осіб, на Молдаванці, Ближніх та Дальніх млинах — страчений 251 житель, найстрашніше видовище являв собою проспект Українських Героїв — на ньому було повішено близько чотирьохсот містян. Колони заручників гнали на Люстдорфську дорогу, в район вже згаданих артилерійських складів, де їх розстрілювали або спалювали живцем:145. Після війни в масових могилах було знайдено понад 22 000 трупів.

### Початок Голокосту

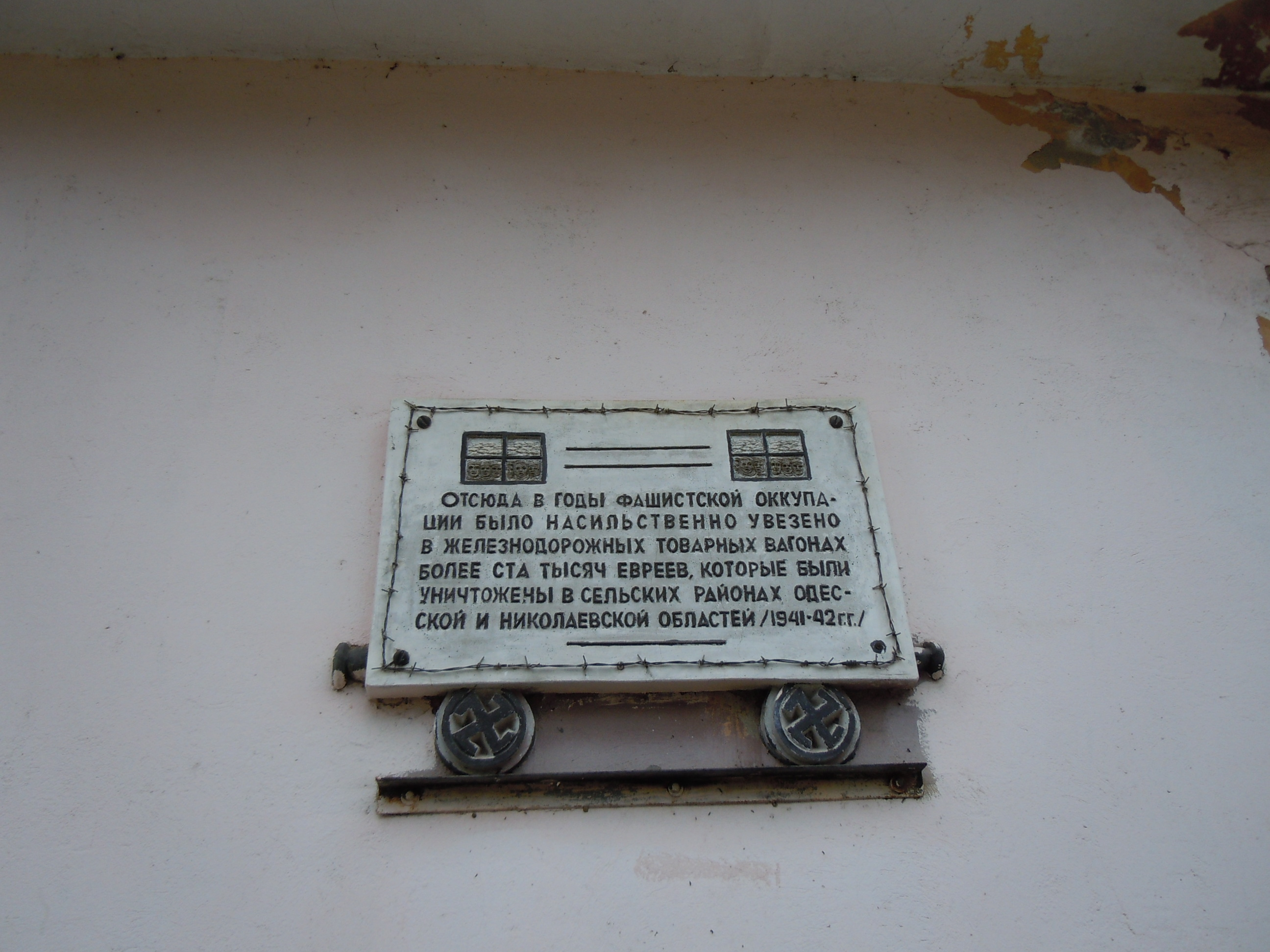
Меморіальна табличка на стіні станції Одеса-Сортувальна на Лузанівці

23 жовтня було видано наказ, в якому всім євреям під загрозою розстрілу на місці наказувалося протягом 24 жовтня з'явитися в село Дальник. У другій половині дня 24 жовтня близько 5000 євреїв було зібрано у застави Дальник. Перших 50 осіб було підведено до протитанкового рову та особисто розстріляні командиром 10-го кулеметного батальйону підполковником Ніколає Деляну. Щоб прискорити процес знищення, євреї були зігнані в чотири бараки, в яких були пророблені отвори для кулеметів, а підлога попередньо залита бензином. Люди у двох бараках були розстріляні з кулеметів в той же день. О 17 годині бараки були підпалені. Наступного дня були розстріляні затримані, поміщені в останніх двох бараках, причому один з бараків закидали гранатами. Тим часом, євреям, які не були в першій групі, яка вже прибула до Дальника, було оголошено, що вони «пробачені». Їх відправили по різніх комендатурах та поліційних дільницях для «реєстрацій», де їх протримали різний час, коли ж вони були випущені, виявилося, що їхні будинки зайняті, а майно розграбовано.
Таким чином, вже за перший тиждень перебування румунів в Одесі місто позбулося близько 10 % своїх жителів.

## Подальші події
7 листопада 1941.
Наказую:
Стаття 1. Усі чоловіки єврейського походження у віці від 18 до 50 років зобов'язані протягом 48 годин з моменту опублікування цього наказу з'явитися в міську в'язницю (Великофонтанська дорога), маючи при собі найнеобхідніше для існування. Їх сім'ї зобов'язані доставляти їм їжу у в'язницю. Ті, що не підкоряться цьому наказу та будуть знайдені після закінчення зазначеного 48-годинного строку будуть розстріляні на місці. 
Стаття 2. Всі жителі м. Одеси та його передмість зобов'язані повідомити у відповідні поліційні частини про кожного єврея вищевказаної категорії, який не виконав цього наказу. Ті, що будуть вкривати, а також особи, які знають про те і не повідомлять, караються стратою.

Жовтий шестикутник

Реєстрація, пророблена румунською адміністрацією в кінці 1941 року, виявила в Одесі близько 60 тисяч євреїв. До цього числа відносили й тих осіб, у яких тільки один з предків по чоловічій або жіночій лінії був євреєм. Євреї повинні були носити особливий відмітний нагрудний знак: жовтий шестикутник на чорному тлі. Фінал їх існування в Одесі розпочався 7 листопада 1941 року, коли був виданий наказ, що зобов'язує всіх євреїв чоловічої статі від 18 і до 50 років з'явитися до міської в'язниці. З цього дня все єврейське населення міста партіями відсилалося до різних концтаборів, влаштованих румунами у сільській місцевості, насамперед до  села Богданівка (нині Миколаївська область). Пізніше гетто було влаштовано в самій Одесі.
Румунська адміністрація вжила заходів до того, щоб заволодіти майном майбутніх жертв. У середині листопада вийшов новий наказ, що уточнює вимоги влади до євреїв. У ньому, зокрема, говорилося:
… Всі особи єврейського походження зобов'язані при реєстрації Військовому Командуванню або поліційним чиновникам добровільно заявити про всі наявні у них дорогоцінні предмети, каміння й метали. Винні у порушенні цього наказу будуть каратися смертною карою.:171
До середини грудня у Богданівці було зібрано близько 55 тис. євреїв (частина з них була не з Одеси). З 20 грудня 1941 року по 15 січня 1942 року всі вони були розстріляні командою «айнзатцгрупи» СС, румунськими солдатами, місцевими поліцаями та німцями-колоністами. Місяць по тому був організований марш смерті 10 000 євреїв у три концтабори в Голті.
У січні 1942 року близько 35-40 тисяч євреїв, що залишилися в Одесі, було виселено в гетто, організованого 10 січня 1942 в бідному районі Слобідка. Виселені знаходилися там в умовах неймовірної скупченості, житла на всіх не вистачало, люди перебували взимку просто неба, що призвело до масової смертності від переохолодження. У гетто вони були зібрані лише для того, щоб вже з нього бути депортованими далі, в сільські концтабори.
З 12 січня по 20 лютого 1942 року 19 582 євреїв, що лишилися, депортували до Березівського району Одеської області. Їх перевозили в неопалюваних ешелонах, багато хто загинув в дорозі. У Березівці становили партії, які пішки вирушали в Сирітське, Доманівку, Богданівку, Голту та інші концтабори. Багато людей, що не діставшись туди, вмирало від голоду та холоду по дорозі. Охорона, що складалася з румунських солдатів і німецьких колоністів, влаштовувала під час шляху масові розстріли євреїв. Через 18 місяців практично всі в'язні Голти загинули.

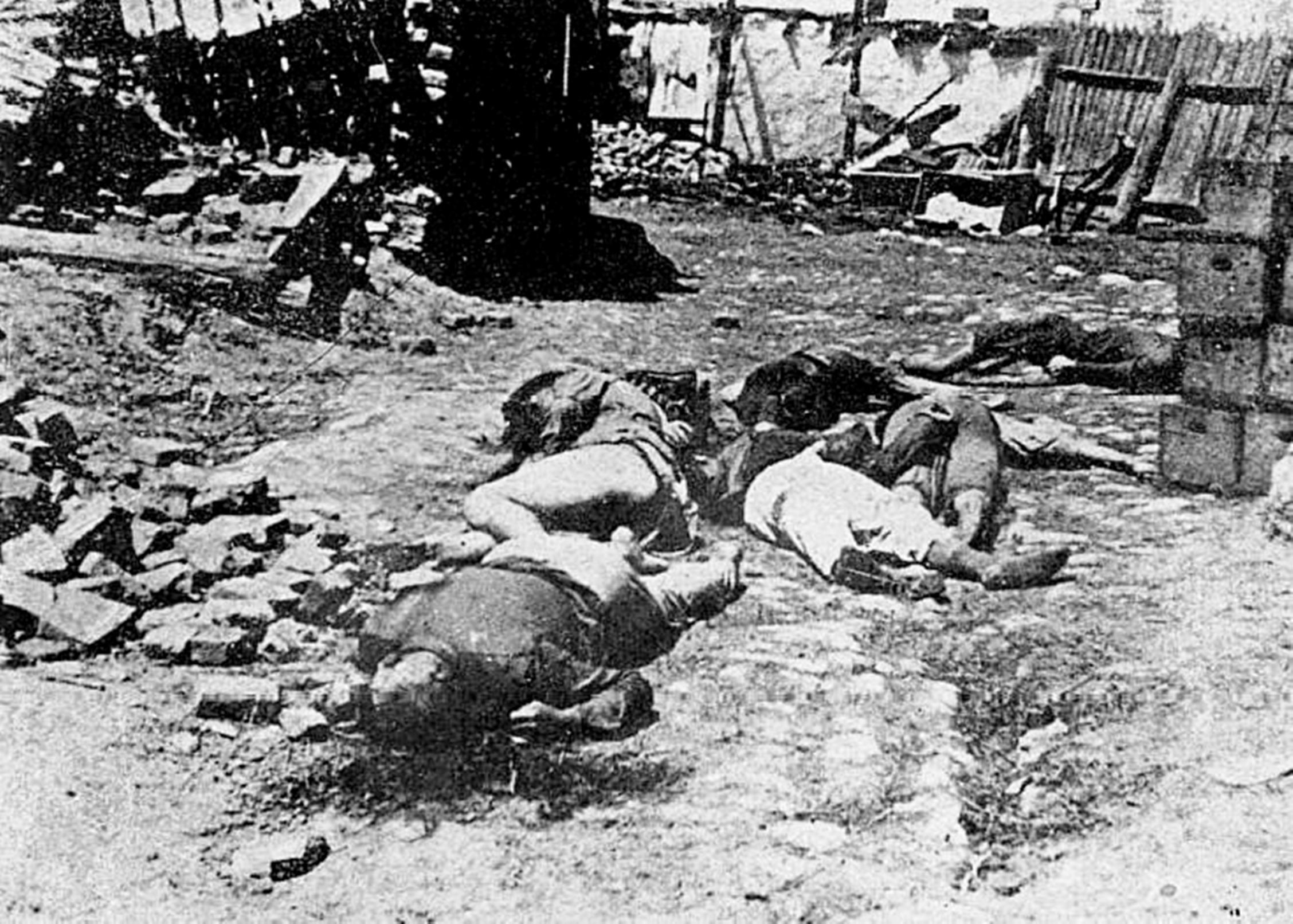
Вбивство єврейського населення у Любашівському районі поблизу села Гвоздавка Друга

## Ті, що пережили Голокост
У кращому становищі перебували євреї, спрямовані на роботу в села: приблизно половина з них пережила окупацію. Положення в гетто Доманівки та інших гетто Трансністрії покращився в 1943 році після того, як євреї стали отримувати допомогу від єврейських організацій Румунії. Близько 600 одеситів у цих гетто дожили до звільнення. Кілька сотень євреїв, які переховувалися в самій Одесі також вижили. Євреї брали участь в боротьбі одеського підпілля і становили значну частину бійців партизанських загонів, що базувалися в одеських катакомбах.

## Увічнення пам'яті загиблих
На початку 1990-х років в Одесі, в Прохорівському сквері, в тому самому місці, де на околиці міста в 1941 році починалася «дорога смерті» одеських євреїв та циган у табори знищення, почав створюватися меморіал пам'яті жертв Голокосту. Було встановлено пам'ятний знак. Пізніше до нього додалася «Алея Праведників світу» — з деревами, кожне з яких висаджено на честь одеського жителя, який укривав та рятував євреїв. Пам'ятник жертвам Голокосту в Одесі роботи скульптора Зураба Церетелі, який є завершенням оформлення комплексу, був відкритий у 2004 році.
22 червня 2009 року був відкритий музей Голокосту (Перший директор Сабуліс Віктор Францович, а з 2010 року до цього часу директором є Павло Юхимович Козленко).
У 2013 році на будівлі за адресою: Фонтанська дорога, 58 було встановлено меморіальну дошку «жертвам румунських репресій».